# Municipio de Jefferson (condado de Brown)
El municipio de Jefferson (en inglés: Jefferson Township) es un municipio ubicado en el condado de Brown en el estado estadounidense de Ohio. En el año 2010 tenía una población de 1433 habitantes y una densidad poblacional de 23,58 personas por km².

## Geografía
El municipio de Jefferson se encuentra ubicado en las coordenadas 38°50′43″N 83°48′13″O / 38.84528, -83.80361. Según la Oficina del Censo de los Estados Unidos, el municipio tiene una superficie total de 60.78 km², de la cual 60,74 km² corresponden a tierra firme y (0,06 %) 0,03 km² es agua.

## Demografía
Según el censo de 2010, había 1433 personas residiendo en el municipio de Jefferson. La densidad de población era de 23,58 hab./km². De los 1433 habitantes, el municipio de Jefferson estaba compuesto por el 98,46 % blancos, el 0,56 % eran afroamericanos y el 0,98 % eran de una mezcla de razas. Del total de la población el 0,21 % eran hispanos o latinos de cualquier raza.